# جون تشارلز وليامز
جون تشارلز وليامز (بالإنجليزية: John Charles Williams) هو  وسياسي بريطاني (وحمل سابقاً جنسية المملكة المتحدة لبريطانيا العظمى وأيرلندا)، ولد في 30 أبريل 1861، وتوفي في 1939. حزبياً، نشط في الحزب الليبرالي الوحدوي. في الانتخابات العمومية البريطانية 1892 ‏، انتخب عضو برلمان المملكة المتحدة الـ25 عن دائرة Truro ‏ (4 يوليو 1892 – 8 يوليو 1895).